# The Coach With the Dragon Tattoo
The Coach With the Dragon Tattoo (littéralement : « Le Coach avec le Tatouage du Dragon ») est le deuxième épisode de la série télévisée britannique Class, spin-off de la série de science-fiction Doctor Who. Il est diffusé originellement sur BBC Three le 22 octobre 2016.

## Distribution
- Katherine Kelly : Mlle Quill
- Greg Austin : Charlie Smith
- Fady Elsayed (en) : Ram Singh
- Sophie Hopkins : April MacLean
- Vivian Oparah (en) : Tanya Adeola
- Jordan Renzo (en) : Matteusz Andrzejewski
- Ben Peel : Coach Dawson
- David McGranaghan : Coach Carroll
- Aaron Neil : Varun
- Nigel Betts (en) : M. Armitage
- Jami Reid-Quarrell (en) : Paul Smith (inspecteur)
- Cally Lawrence : Cleaner

## Résumé
Comment Ram se remet-il de la mort de sa petite-amie, et comment se fait-il à sa prothèse ? Il va être témoin d'événements étranges, et pendant ce temps, Mlle Quill est inspectée par quelqu'un qu'elle pense maléfique...

### Continuité
- Tanya dit avoir essayé de pirater la base de données de U.N.I.T.
- Cet épisode marque la mort de M. Armitage, le principal de Coal Hill, déjà apparu dans les épisodes Dans le Ventre du Dalek, Le Gardien et La Nécrosphère en 2014.
- Ram parle à son père des événements de For Tonight We Might Die.
- Quill découvre que le robot-inspecteur venait des « Gouverneurs ».